# Kopté
Kopté es una localidad, comisaría del municipio de Motul en el estado de Yucatán localizado en el sureste de México.

## Toponimia
El nombre (Kopté) proviene del idioma maya.

## Demografía
Según el censo de 2005 realizado por el INEGI, la población de la localidad era de 509 habitantes, de los cuales 246 eran hombres y 263 eran mujeres.
| 27                          | ? | 100 | 95 | 162 | 223 | 354 | 357 | 496 | 484 | 471 | 522 | 509 |
| (Fuente: INEGI [Consultar]) |   |     |    |     |     |     |     |     |     |     |     |     |

## Galería

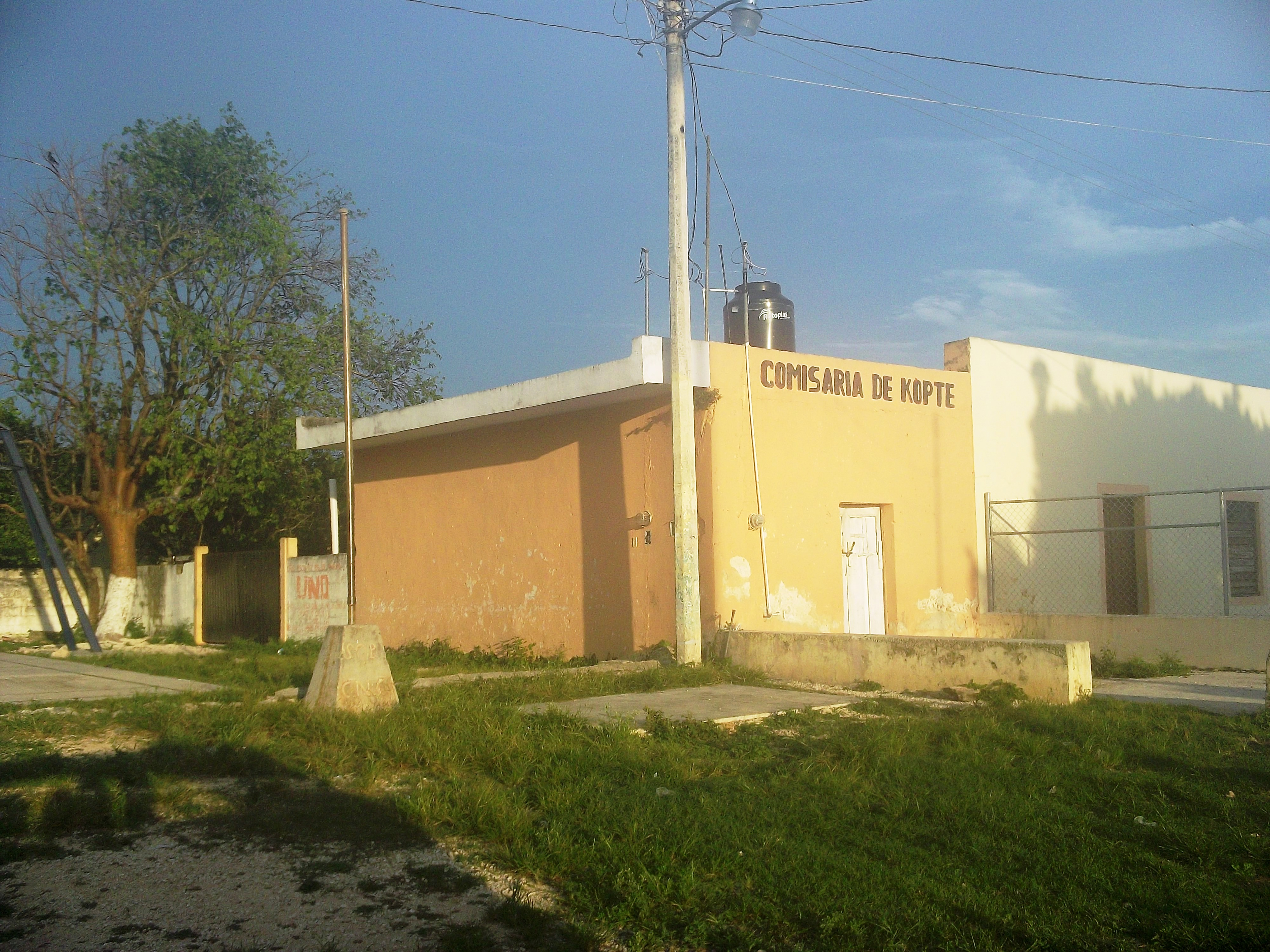
Casa comisarial de Kopté.
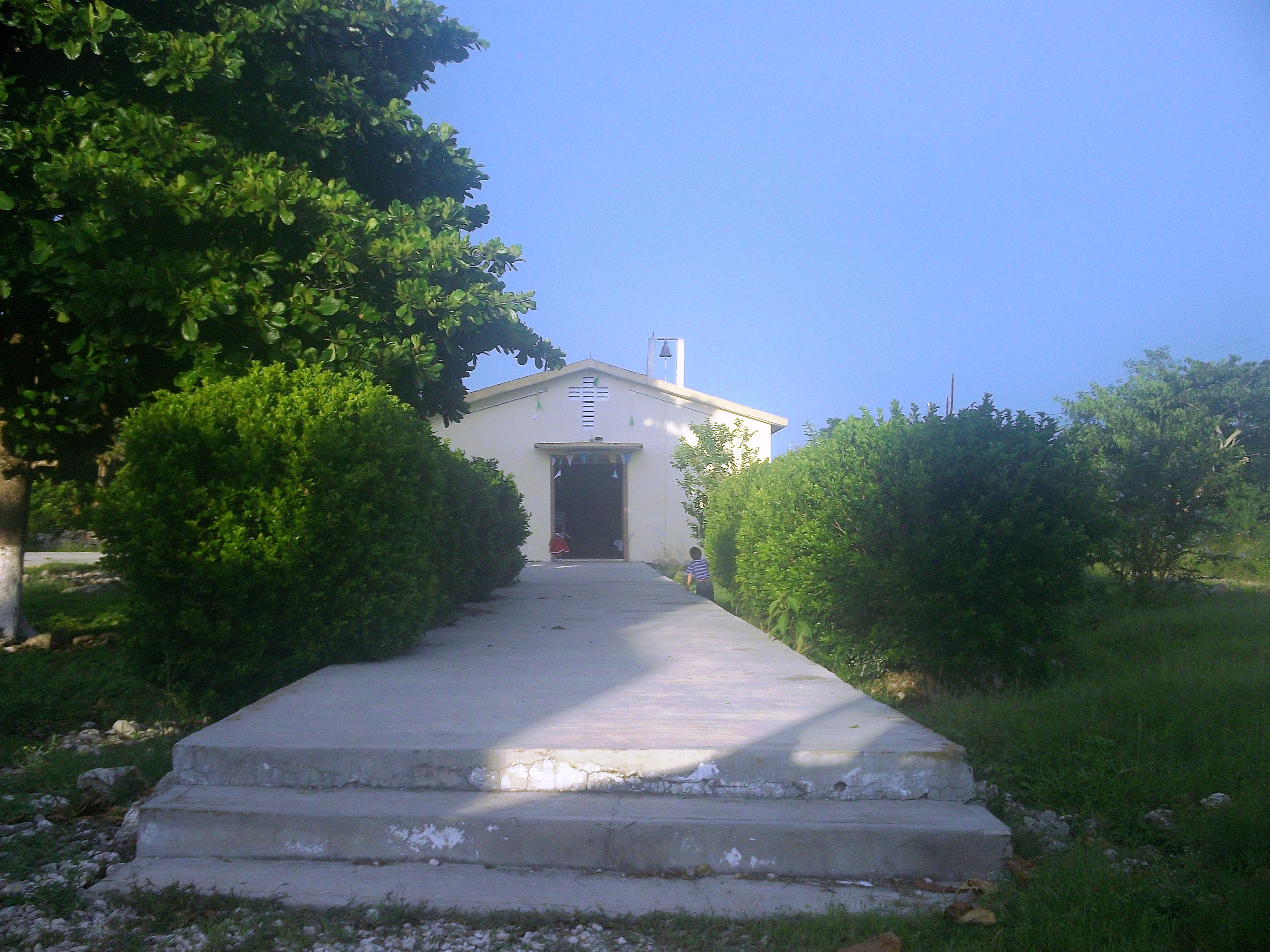
Iglesia principal de Kopté.